# Bogdan Czyżewski (duchowny)
Bogdan Czyżewski (ur. 5 marca 1962 w Nakle nad Notecią) – polski prezbiter Kościoła katolickiego, profesor teologii na Wydziale Teologicznym Uniwersytetu im. Adama Mickiewicza w Poznaniu, dziekan Kapituły Prymasowskiej w Gnieźnie.

## Życiorys
Pochodzi ze wsi Sadki w województwie kujawsko-pomorskim. Urodził się 5 marca 1962 roku w Nakle nad Notecią. W 1981 ukończył egzaminem maturalnym w  Liceum Ogólnokształcącym im. Bolesława Krzywoustego w Nakle. 30 maja 1987 roku, po ukończeniu Prymasowskiego Wyższego Seminarium Duchownego w Gnieźnie przyjął święcenia kapłańskie z rąk kardynała Józefa Glempa, ówczesnego metropolity gnieźnieńskiego. Był wikariuszem w parafii pw. Wniebowzięcia NMP i św. Stanisława we Wrześni. Pełnił funkcję kapelana abp. Henryka Muszyńskiego, redaktora naczelnego „Studia Gnesnensia” oraz liczne funkcje w organach gnieźnieńskiej Kurii Metropolitalnej. W latach 2003–2007 był rektorem gnieźnieńskiego seminarium, a w latach 2003–2016 pełnomocnikiem dziekana ds. organizacji studiów gnieźnieńskiej sekcji poznańskiego Wydziału Teologicznego. 21 czerwca 2016 roku otrzymał tytuł profesora nauk teologicznych z rąk prezydenta Andrzeja Dudy.
W 2017 roku został przyjęty w poczet członków Zakonu Rycerskiego Grobu Bożego w Jerozolimie.

## Praca dydaktyczna
W latach 1988–1992 odbywał studia specjalistyczne z zakresu patrologii w Instytucie Katolickim w Paryżu. W 1991 roku uzyskał stopień licencjata naukowego, a w 1995 roku stopień doktora teologii. W 2003 roku uzyskał stopień doktora habilitowanego, a dwa lata później tytuł profesora nadzwyczajnego poznańskiego wydziału teologicznego. Od 1993 roku prowadzi wykłady z języka łacińskiego i patrologii w gnieźnieńskim seminarium duchownym oraz Prymasowskim Instytucie Kultury Chrześcijańskiej w Bydgoszczy. Od 2006 wykłada także historię Kościoła starożytnego.